# Gymnothorax prolatus
Gymnothorax prolatus is een straalvinnige vissensoort uit de familie van murenen (Muraenidae). De wetenschappelijke naam van de soort is voor het eerst geldig gepubliceerd in 1991 door Sasaki & Amaoka.